# Windsor (Town)
Die Town of Windsor ist eine von 34 Towns im Dane County im US-amerikanischen Bundesstaat Wisconsin. Im Jahr 2010 hatte die Town of Windsor 6345 Einwohner.
Town hat in Wisconsin eine grundlegend andere Bedeutung, als im übrigen englischsprachigen Bereich. Vielmehr entspricht sie den in den anderen US-Bundesstaaten üblichen Townships, die nach dem County die nächstkleinere Verwaltungseinheit bilden.
Das Gebiet der Town of Windsor ist Bestandteil der Metropolregion Madison.

## Geografie
Die Town of Windsor liegt im Süden Wisconsins, im nördlichen Vorortbereich von dessen Hauptstadt Madison. Der am Mississippi gelegene Schnittpunkt der drei Bundesstaaten Wisconsin, Iowa und Minnesota liegt rund 190 km westnordwestlich; nach Illinois sind es rund 90 km in südlicher Richtung.
Die Koordinaten des geografischen Zentrums der Town of Windsor sind 43°13′45″ nördlicher Breite und 89°18′05″ westlicher Länge. Sie erstreckt sich über eine Fläche von 79,9 km².
Die Town of Windsor liegt im Norden des Dane County und grenzt an folgende Nachbartowns:
| Town of Arlington (Columbia County) | Town of Leeds (Columbia County)             | Town of Hampden (Columbia County) |
| Town of Vienna Village of DeForest  | Kompassrose, die auf Nachbargemeinden zeigt | Town of Bristol                   |
| Town of Westport                    | Town of Burke                               | City of Sun Prairie               |

## Verkehr
Der U.S. Highway 51 verläuft in Nord-Süd-Richtung durch die Town of Windsor. Daneben führen noch die County Highways C und V durch die Town. Alle weiteren Straßen sind untergeordnete Landstraßen sowie teils unbefestigte Fahrwege.
In Nord-Süd-Richtung verläuft eine Eisenbahnstrecke der Canadian Pacific Railway durch Windsor.
Der nächste Flughafen ist der Dane County Regional Airport in Wisconsins Hauptstadt Madison (rund 20 km südsüdwestlich).

## Bevölkerung
Nach der Volkszählung im Jahr 2010 lebten in der Town of Windsor 6345 Menschen in 2432 Haushalten. Die Bevölkerungsdichte betrug 79,4 Einwohner pro Quadratkilometer. In den 2432 Haushalten lebten statistisch je 2,61 Personen.
Ethnisch betrachtet setzte sich die Bevölkerung zusammen aus 94,3 Prozent Weißen, 1,2 Prozent Afroamerikanern, 0,2 Prozent amerikanischen Ureinwohnern, 2,3 Prozent Asiaten sowie 0,7 Prozent aus anderen ethnischen Gruppen; 1,3 Prozent stammten von zwei oder mehr Ethnien ab. Unabhängig von der ethnischen Zugehörigkeit waren 2,0 Prozent der Bevölkerung spanischer oder lateinamerikanischer Abstammung.
24,8 Prozent der Bevölkerung waren unter 18 Jahre alt, 63,2 Prozent waren zwischen 18 und 64 und 12,0 Prozent waren 65 Jahre oder älter. 50,6 Prozent der Bevölkerung war weiblich.
Das mittlere jährliche Einkommen eines Haushalts lag bei 73.023 USD. Das Pro-Kopf-Einkommen betrug 32.500 USD. 7,7 Prozent der Einwohner lebten unterhalb der Armutsgrenze.

## Ortschaften in der Town of Windsor
Neben Streubesiedlung existieren in der Town of Windsor folgende gemeindefreie Siedlungen:
- Lake Windsor
- Morrisonville
- Windsor